# Kénitra
Kenitra er en by i det nordlige Marokko med 507.736(2024) indbyggere. Byen er hovedstad i regionen Gharb-Chrarda-Béni Hssen og ligger ved breden af landets største flod, Sebou.